# Montastruc (Tarn-et-Garonne)
Montastruc is een gemeente in het Franse departement Tarn-et-Garonne (regio Occitanie) en telt 217 inwoners (1999). De plaats maakt deel uit van het arrondissement Montauban.

## Geografie
De oppervlakte van Montastruc bedraagt 4,6 km², de bevolkingsdichtheid is 47,2 inwoners per km².
De onderstaande kaart toont de ligging van Montastruc (Tarn-et-Garonne) met de belangrijkste infrastructuur en aangrenzende gemeenten.

## Demografie
Onderstaande figuur toont het verloop van het inwonertal (bron: INSEE-tellingen).